# Dissociació química
Una dissociació és una reacció química per la qual un compost químic es transforma en dues o més substàncies més simples, elementals o no.
Exemples:

## Dissociació en elements
El iodur d'hidrogen, es dissocia donant els elements dels quals està format hidrogen i iode:

## Dissociació en altres composts
El clorur d'amoni, es dissocia donant clorur d'hidrogen i amoníac:

## Dissociació en ions
El bromur de sodi es dissocia dins d'aigua en cations sodi i anions bromur: